# Penguins of Madagascar (film)
Penguins of Madagascar is een Amerikaanse animatiefilm in 3D uit 2014, geregisseerd door Eric Darnell en Simon J. Smith. De film wordt geproduceerd door DreamWorks Animation en gedistribueerd door 20th Century Fox. Pinguins of Madagascar is een spin-off van de filmreeks  Madagascar.

## Verhaal
De pinguïns Skipper, Rico, Kowalski en Private gaan samen met de spionagedienst North Wind, onder leiding van agent Classified, hun krachten bundelen om de kwaadaardige dr. Octavias Brine te stoppen van zijn plan om de wereld te veroveren.

## Stemverdeling
| Personage (Engels)        | Personage (Nederlands    | Personage (Vlaams)    | Engelse stem         | Nederlandse stem | Vlaamse stem     |
| ------------------------- | ------------------------ | --------------------- | -------------------- | ---------------- | ---------------- |
| Skipper                   | Skipper                  | Schipper              | Tom McGrath          | Frans Limburg    | Jonas Van Geel   |
| Kowalski                  | Kowalski                 | Kowalski              | Chris Miller         | Marcel Jonker    | Kevin Janssens   |
| Private                   | Junior                   | "Soldaat"             | Christopher Knights  | Huub Dikstaal    | Walter Baele     |
| Rico                      | Rico                     | Rico                  | Conrad Vernon        | Conrad Vernon    | Conrad Vernon    |
| Classified                | Agent Geheim             | Geheim Agent          | Benedict Cumberbatch | Jon van Eerd     | Mathias Sercu    |
| Short Fuse                | Kort Lontje              | Kort Loontje          | Ken Jeong            | Rolf Koster      | William Boeva    |
| Eva                       | Eva                      | Eva                   | Annet Mahendru       | Peggy Vrijens    | Erika Van Tielen |
| Corporal                  | Korporaal                | Korporaal             | Peter Stormare       | Murth Mossel     | Jos Dom          |
| Dr. Octavius Brine / Dave | Dr. Octavius Brak / Dave |                       | John Malkovich       | Tony Neef        | Pieter Embrechts |
| King Julien XIII          | King Julien XIII         | King Julien XIII      | Danny Jacobs         | John Jones       | Dieter Troubleyn |
| Mort                      | Mort                     | Mort                  | Andy Richter         | Dieter Jansen    | Walter Baele     |
| Documentary Filmmaker     | Documentary Filmmaker    | Documentary Filmmaker | Werner Herzog        | Freek Vonk       | Tom Waes         |

## Achtergrond
In juli 2012 werd door 20th Century Fox en DreamWorks Animation aangekondigd dat er een film over de pinguïns van Madagascar wordt uitgebracht in 2015. Deze datum werd in mei 2014 terug geschoven naar november 2014. In juni 2014 werd de officiële trailer vrijgegeven.